# Embrace the Silence
Embrace the Silence è il terzo album del gruppo AOR/progressive metal australiano Vanishing Point.

## Tracce
1. Hollow – 7:07
2. My Virtue – 5:23
3. If Only I – 5:21
4. Live 2 Live – 5:54
5. Embraced – 6:42
6. Season of Sundays – 6:39
7. Once a Believer – 7:01
8. Reason – 6:06
9. Breathe – 6:29
10. Somebody Save Me – 4:29
11. Insight – 5:08
12. A Life Less – 6:59
13. As I Reflect – 6:08

## Formazione
- Silvio Massaro - voce
- Chris Porcianko - chitarre
- Joe Del Mastro - basso
- Tom Vucur - chitarre
- Jack Luckic - batteria
- Danny Olding - tastiere